# Elite-Rennen
L'Elite-Rennen (« course élite » en français) était une course hippique de trot attelé se déroulant sur l'hippodrome de Gelsenkirchen en Allemagne.
C'était une course de Groupe I européenne réservée aux chevaux d'âge. Elle a été supprimée du calendrier en 2005.
Elle se courait sur la distance de 2 500 mètres jusqu'en 1986, puis sur 2 011 mètres, départ à l'autostart. Épreuve importante pour les meilleurs chevaux européens, c'était une étape du Grand Circuit européen jusqu'à sa suppression

## Palmarès
| Année | Vainqueur          | Pays       | Père             | Driver                | Deuxième           | Troisième       | Distance | Réd.km |
| ----- | ------------------ | ---------- | ---------------- | --------------------- | ------------------ | --------------- | -------- | ------ |
| 2004  | Revenue            | Suède      | Rêve d'Udon      | Lutfi Kolgjini        | Digger Crown       | Freiherr As     | 2011 m   | 1'14"1 |
| 2003  | Revenue            | Suède      | Rêve d'Udon      | Lutfi Kolgjini        | Intact Hornline    | Freiherr As     | 2011 m   | 1'11"7 |
| 2002  | Legendary Lover K. | États-Unis | Armbro Goal      | Steen Juul            | Intact Hornline    | Presta Yankee   | 2011 m   | 1'12"5 |
| 2001  | Varenne            | Italie     | Waikiki Beach    | Giampaolo Minnucci    | Intact Hornline    | Baron Pepper    | 2011 m   | 1'13"7 |
| 2000  | Giesolo de Lou     | France     | Biesolo          | Jean-Paul Fichaux     | Varenne            | Baron Pepper    | 2011 m   | 1'14"6 |
| 1999  | Indian Silver      | Suède      | Choctaw Brave    | Stig H. Johansson     | Rudolf Le Ann      | Nuke It Linsay  | 2011 m   | 1'12"  |
| 1998  | Huxtable Hornline  | Suède      | Sherwood         | Anders Lindqvist      | Dryade des Bois    | Atom Tess       | 2011 m   | 1'15"4 |
| 1997  | Dryade des Bois    | France     | Off Gy           | Jos Verbeeck          | Zoogin             | Express First   | 2011 m   | 1'12"6 |
| 1996  | Zoogin             | Suède      | Zoot Suit        | Åke Svanstedt         | Lovely Godiva      | Triple T Storm  | 2011 m   | 1'13"8 |
| 1995  | Activity           | Suède      | Active Bowler    | Anders Lindqvist      | Copiad             | Abo Volo        | 2011 m   | 1'11"9 |
| 1994  | Abo Volo           | France     | Lurabo           | Paul Viel             | Sea Cove           | Campo Ass       | 2011 m   | 1'12"9 |
| 1993  | Sea Cove           | Canada     | Bonefish         | Jos Verbeeck          | Texas Express      | Ideal           | 2011 m   | 1'14"5 |
| 1992  | Sea Cove           | Canada     | Bonefish         | Jos Verbeeck          | Brendy             | Super Darby     | 2011 m   | 1'13"3 |
| 1991  | Shogun Lobell      | États-Unis | Super Bowl       | Berndt Lindstedt      | Quellou            | Brendy          | 2011 m   | 1'13"8 |
| 1990  | Rêve d'Udon        | France     | Éjakval          | Yves Dreux            | Brendy             | Marie Dillon    | 2011 m   | 1'14"1 |
| 1989  | Rêve d'Udon        | France     | Éjakval          | Yves Dreux            | Indus              | Reado           | 2011 m   | 1'15"2 |
| 1988  | Yzeren Hein        | Pays-Bas   | Manza Buitenzorg | R. Kromkant           | Mack the Knife     | Nealy Lobell    | 2011 m   | 1'14"2 |
| 1987  | Mont de Maine      | France     | Borgia III       | Heinz Wewering        | Big Spender        | Ulaan           | 2011 m   | 1'15"  |
| 1986  | Ourasi             | France     | Greyhound        | Jean-René Gougeon     | Utah Bulwark       | Super Play      | 2011 m   | 1'14"2 |
| 1985  | Toyota Moulin      | Norvège    | Atout du Moulin  | Per Ulven             | Granit Bangsbo     | Nodesso         | 2500 m   | 1'16"3 |
| 1984  | Lurabo             | France     | Ura              | Michel-Marcel Gougeon | Lutin d'Isigny     | Pay Me Quick    | 2500 m   | 1'14"8 |
| 1983  | Lutin d'Isigny     | France     | Firstly          | Jean-Paul André       | Dartster F.        | Kombo           | 2500 m   | 1'16"2 |
| 1982  | Keystone Patrol    | États-Unis | Hickory Pride    | Heinz Gulden          | Zorrino            | Ianthin         | 2500 m   | 1'17"  |
| 1981  | Jorky              | France     | Kerjacques       | Léopold Verroken      | Keystone Patriot   | Mustard         | 2500 m   | 1'17"7 |
| 1980  | Idéal du Gazeau    | France     | Alexis III       | Eugène Lefèvre        | Mustard            | Express Gaxe    | 2500 m   | 1'15"6 |
| 1979  | Pershing           | États-Unis | Nevele Pride     | Berndt Lindstedt      | Meadow Matt        | Speedy Volita   | 2500 m   | 1'16"8 |
| 1978  | Hadol du Vivier    | France     | Mitsouko         | Jean-René Gougeon     | Madison Avenue     | Éléazar         | 2500 m   | 1'16"9 |
| 1977  | Pershing           | États-Unis | Nevele Pride     | Berndt Lindstedt      | Granit             | Équiléo         | 2500 m   | 1'17"7 |
| 1976  | Éléazar            | France     | Kerjacques       | Léopold Verroken      | Dalco II           | Hassan Star     | 2500 m   | 1'17"4 |
| 1975  | Bellino II         | France     | Boum III         | Jean-René Gougeon     | Équiléo            | Gallini         | 2500 m   | 1'19"1 |
| 1974  | Équiléo            | France     | Paléo            | Bernard Froger        | Vent de l'Histoire | Jojo Buitenzorg | 2500 m   | 1'19"3 |
| 1973  | Elsie              | Belgique   | Luiz II          | F.Desoete             | Bill D             | Eskimot         | 2525 m   | 1'19"1 |
| 1972  | Dart Hanover       | États-Unis | Hoot Mon         | Berndt Lindstedt      | Voltigeur VII      | Azelino B       | 2525 m   | 1'19"2 |
| 1971  | Une de Mai         | France     | Kerjacques       | Jean-René Gougeon     | Wallburg           | Denar           | 2525 m   | 1'19"6 |
| 1970  | Uno                | France     | Macar            | M.-M. Vaudoit         | Simmerl            | Allo Mannetot   | 2500 m   | 1'20"2 |